# دین‌زدایی در اتحاد شوروی (۱۹۵۸–۱۹۶۴)

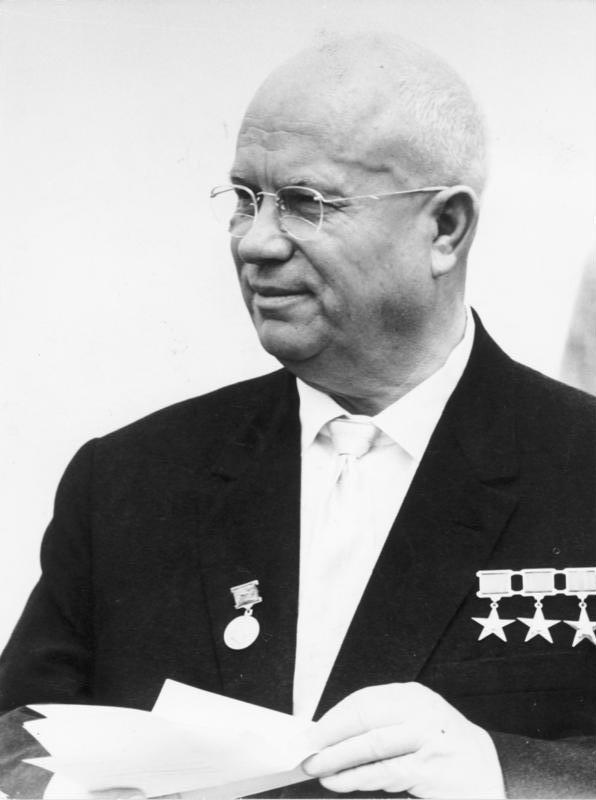
نیکیتا سرگی‌یویچ خروشچُف سیاست‌مدار اهل شوروی بود که در طی بخشی از جنگ سرد، رهبری اتحاد جماهیر شوروی و دبیر اول حزب کمونیست اتحاد جماهیر شوروی از سال ۱۹۵۳ تا ۱۹۶۴

دین‌زدایی نیکیتا خروشچف در اتحاد شوروی آخرین تلاش سازمان‌یافته بزرگ در اتحاد جماهیر شوروی جهت مبارزه با ادیان بود. این برنامه بعد از یک دوره رواداری نسبت به مذاهب انجام شد زیرا در آن دوره، افزایش آزادی دینی منجر به ازدیاد اعضای کلیسا شده بود که نگرانی دولت را برانگیخت. به صورت رسمی، هدف از این برنامه دستیابی به جامعه خداناباوری که کمونیسم خواهان آن است، اعلام می‌شد.